# Achatocarpus gracilis
Achatocarpus gracilis är en tvåhjärtbladig växtart som beskrevs av H. Walter. Achatocarpus gracilis ingår i släktet Achatocarpus och familjen Achatocarpaceae. Inga underarter finns listade i Catalogue of Life.